# Christian Gottlieb von Arndt

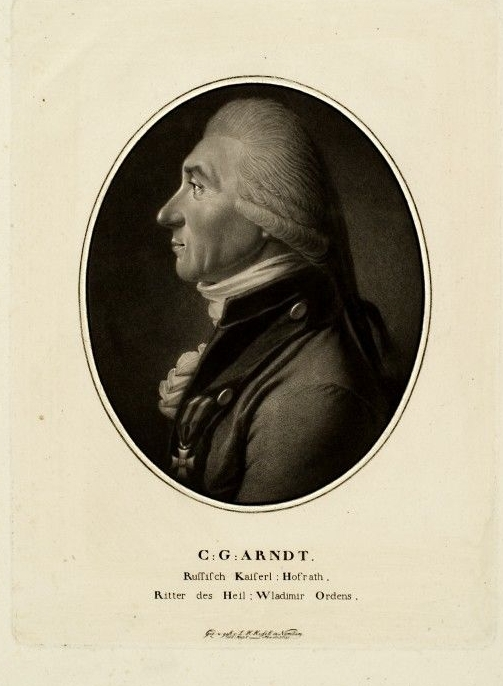
Christian Gottlieb von Arndt

Christian Gottlieb von Arndt (* 2. Dezember 1743 in Groß Schwansfeld, Ostpreußen; † 2. Januar 1829 in Heidelberg) war ein deutscher Historiker und Philologe. 

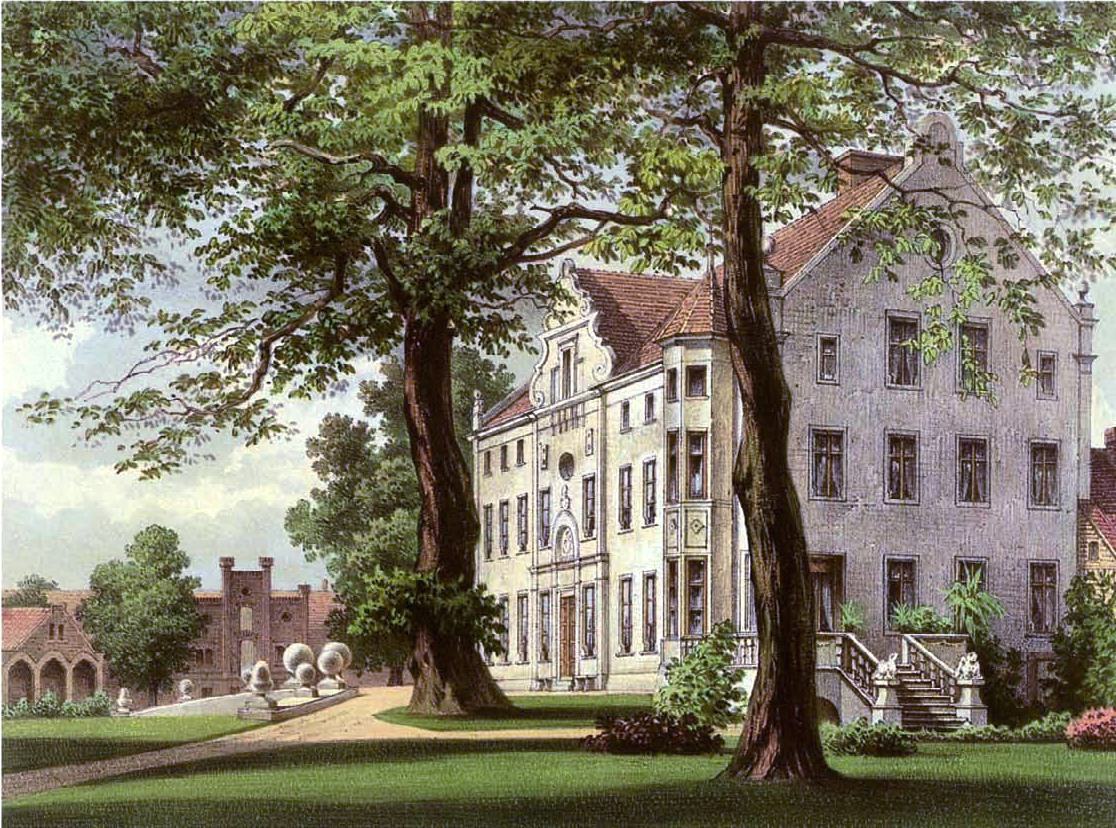
Schloss Groß Schwansfeld um 1860, Sammlung Alexander Duncker.

Arndt war der Sohn des Pastor Aaron Arndt, der von 1735 bis 1765 an der Dorfkirche Groß Schwansfeld amtierte. Er studierte an der Albertina in Königsberg Rechtswissenschaften und Theologie. 1764 brach er sein Studium ohne Abschluss ab und begleitete den kurländischen Gesandten an den Hof des polnischen Königs Johann II. Kasimir nach Warschau. 
1765 betraute man ihn mit einer diplomatischen Mission nach Mitau im Herzogtum Kurland und Semgallen und 1768 war er in offiziellen Auftrag an den Hof in St. Petersburg unterwegs. Von dort aus trat er 1772 in die Dienste von Zarin Katharina der Großen und wurde von ihr mit der Leitung des Postwesens betraut. 
Bereits kurze Zeit später wurde Arndt von der Zarin der Titel „Kapitän“ verliehen und in den Adelsstand erhoben. Außerdem betraute sie ihn mit dem Amt eines kaiserlichen Übersetzers an den Kaiserlichen Kollegien. Mit offizieller Erlaubnis konnte Arndt 1776 in St. Petersburg die deutschsprachige Zeitung St. Petersburger Journal gründen. Als verantwortlicher Redakteur publizierte Arndt dort viele Artikel über die Geschichte und der Literatur des Zarenreiches. 
Als nach dem Tod von Zarin Katharina II. ihr Nachfolger, Zar Paul I., die Verwaltung des Staates neu strukturieren ließ, kehrte Arndt nach Deutschland zurück und ließ sich in Heidelberg nieder.

## Rezeption
Arndt verfasste mehrere Werke meist juristischen oder historischen Inhalts. Neben seinen Artikeln in seinem „St. Petersburger Journal“ publizierte er auch in einigen russischsprachigen Zeitschriften und Zeitungen. Dabei verwandte er öfters das Pseudonym „Ai“. 

## Werke (Auswahl)
als Autor
- Über den Ursprung und die verschiedenartige Verwandtschaft der europäischen Sprache. Brönner, Frankfurt/M. 1827.
- Vom Adel. Steffenhagen Verlag, Mitau 1796.

als Übersetzer
- Sergei Pleschtschejew: Tagebuch einer Reise des russen kayserlichen Lieutenants von der Flotte des Herrn Sergei Pleschtschejew von der Insel Paro nach Syrien und Palästina. Johann Friedrich Hartknoch, Riga 1774.

- Alexander Sumarakow: Der erste und wichtigste Aufstand der Strelitzen in Moskau im Jahre 1682 im Maimonate. Hartknoch, Riga 1772.